# Amphicarpaea ferruginea
Amphicarpaea ferruginea är en ärtväxtart som beskrevs av George Bentham. Amphicarpaea ferruginea ingår i släktet Amphicarpaea och familjen ärtväxter.

## Underarter
Arten delas in i följande underarter:
- A. f. bracteosa
- A. f. ferruginea